# 대포동 (속초시)
대포동(大浦洞)은 대한민국 강원특별자치도 속초시의 동이다.

## 개요
도문동(道門洞)은 조선시대에는 도문면이라고 하여, 그 관할 하에 상도문리, 하도문리, 물치리(勿淄里), 대포리(大浦里), 옹진리(甕津里)가 있었다. ‘도문’은 동리 이름이자, 동시에 면(面) 이름이었다. 일제강점기에 들어와서 도문면과 소천면(所川面)이 합쳐져서, 오늘날 속초시의 전신인 도천면(道川面)이 되었고, 동시에 상도문리와 하도문리 중간에 행정상 중도문리가 신설되었다.
1963년 속초가 시로 승격되고, 1966년 동제를 실시할 때, 상도문리, 중도문리, 하도문리가 합쳐져서 도문동이 되었다.

1973년 7월 1일 양양군 강현면 상복리의 일부가 대포동에 편입되면서 그 이후 법정동 설악동으로 분동되었다.

## 법정동
- 대포동
- 도문동(道門洞)
- 설악동(雪嶽洞)

## 교육
- 대포초등학교
- 설악초등학교

## 관광
- 설악산
- 대포항